# Dhasan
El Dhasan és un riu de l'Índia, que neix al districte de Raisen a Madhya Pradesh, a uns quilòmetres al nord de Sirmau, i té un curs d'uns 335 km dels quals 240 són a Madhya Pradesh, 54 km formen el límit entre Madha Prades i Uttar Pradesh i 71 km són a Uttar Pradesh. Finalment desaigua al riu Betwa.
El seu nom antic fou Dasharna.